# Ácido metilfosfónico
El ácido metilfosfónico es un compuesto organofosforado con la fórmula química CH3P(O)(OH)2. El átomo central de fósforo es tetraédrico y está unido a un grupo metilo y dos grupos OH por enlaces simples y a un oxígeno por un doble enlace. El ácido metilfosfónico es un sólido blanco, no volátil, poco soluble en disolventes orgánicos, pero soluble en agua y alcoholes comunes.

## Preparación
El ácido metilfosfónico se puede preparar mediante la reacción de Michaelis-Arbuzov a partir del trietilfosfito:
{\displaystyle {\rm {CH_{3}Cl+P(OC_{2}H_{5})_{3}\rightarrow CH_{3}P(O)(OC_{2}H_{5})_{2}+C_{2}H_{5}Cl}}}
El dialquilfosfonato se trata luego con clorotrimetilsilano:  
{\displaystyle {\rm {CH_{3}P(O)(OC_{2}H_{5})_{2}+2\ Me_{3}SiCl\rightarrow CH_{3}P(O)(OSiMe_{3})_{2}+2\ C_{2}H_{5}Cl}}}
El siloxifosfinato se hidroliza a continuación:
{\displaystyle {\rm {CH_{3}P(O)(OSiMe_{3})_{2}+2\ H_{2}O\rightarrow CH_{3}P(O)(OH)_{2}+2\ HOSiMe_{3}}}}